# Egham
Egham is een plaats in het bestuurlijke gebied Runnymede, in het Engelse graafschap Surrey. De plaats telt 12.000 inwoners.